# Сурикова, Алла Ильинична
А́лла Ильи́нична (Исаа́ковна) Су́рикова (род. 6 ноября 1940, Киев, Украинская ССР, СССР) — советский и российский кинорежиссёр, сценаристка и педагог; Народная артистка Российской Федерации (2000), лауреат Премии Правительства России (2009). Член Союза кинематографистов РФ.

## Биография
Алла Ильинична Сурикова (фамилия мужа) родилась 6 ноября 1940 года в Киеве в еврейской семье. Мать — Софья Борисовна Ясиновская, участница Великой Отечественной войны. Отец — Илья (Исаак) Заславский.
После окончания школы пыталась поступать в Киевский институт лёгкой промышленности, но неудачно. Год работала слесарем-сборщиком на авиазаводе. Далее поступила на факультет филологии в университете киргизской столицы города Фрунзе. Позже перевелась в Киевский университет на вечернее отделение.
Окончила филологический факультет Киевского университета (1965) по специальности русский язык и литература, параллельно занимаясь математической лингвистикой. После окончания университета работала на украинском телевидении. В конце 1960-х годов пришла в кино, работала ассистентом режиссёра на телевизионной картине «Маленький школьный оркестр» (1968, режиссёры Александр Муратов, Николай Рашеев) и на фильме «Умеете ли вы жить?» (1970, режиссёр Александр Муратов).
Автор идеи детского юмористического киножурнала «Ералаш» (1972 год), а также режиссёр-постановщик и сценарист (сюжет «Ну кто же так рисует?!» в выпуске «Ералаша» № 13).

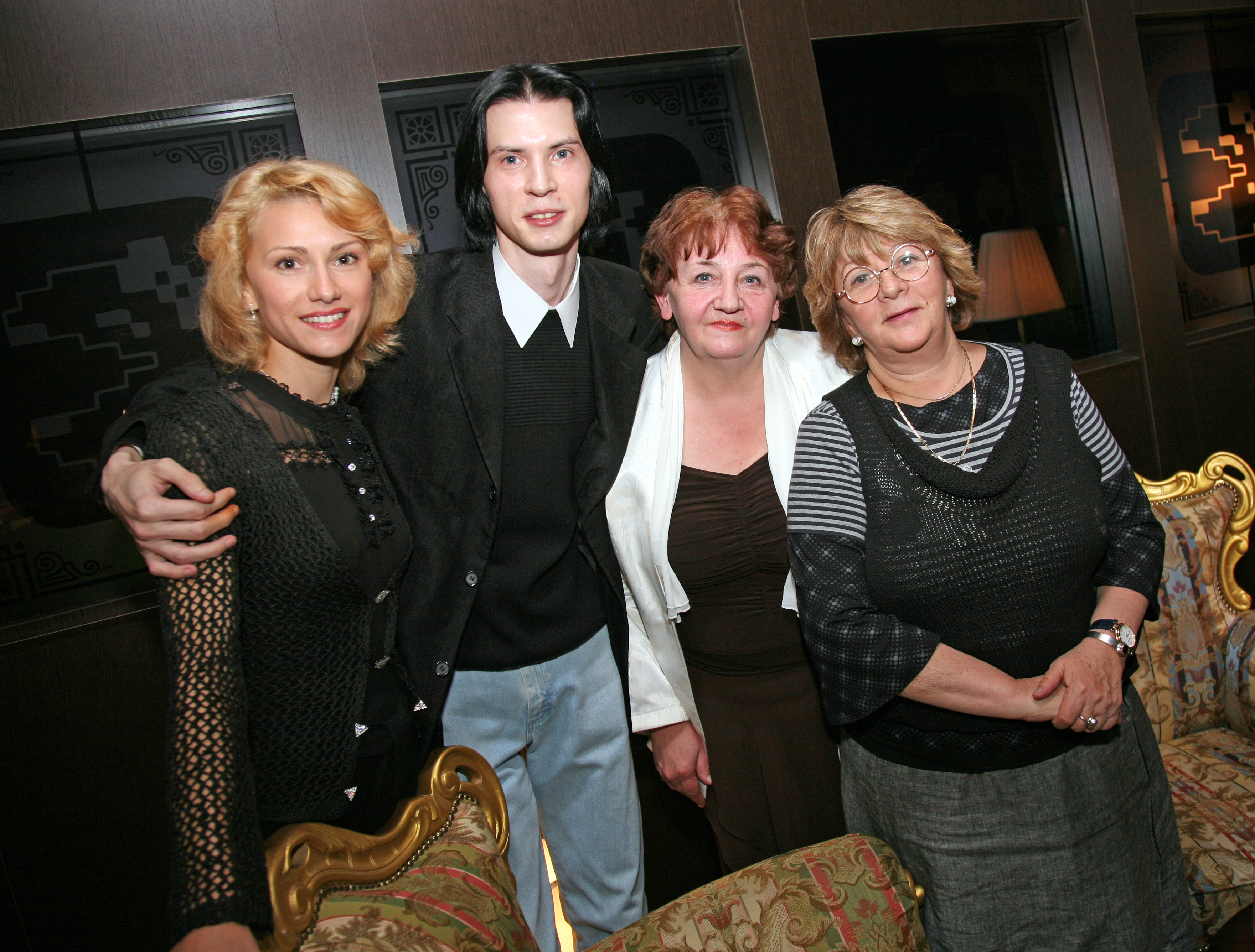
Алла Сурикова, композитор Елена Суржикова, продюсер Максим Фёдоров и актриса Марина Ширшикова на презентации музыкального компакт-диска «Я не солгу!» (1 октября 2009 года, ТЦ «Lotte Plaza»)

 В 1973 году окончила Высшие двухгодичные курсы сценаристов и режиссёров, отделение режиссёров-постановщиков детского фильма (художественный руководитель Георгий Данелия), мастерскую Александра Алова и Владимира Наумова. Её короткометражная дипломная картина «Лжинка, или Маленькая ложь и большие неприятности» была удостоена в 1974 году приза Госкино УССР «За лучшую режиссуру» на Всесоюзном кинофестивале «Молодость».
С 1997 года ведёт мастерскую режиссуры во Всероссийском институте переподготовки и повышения квалификации работников кинематографии. В 1999 году организовала некоммерческую студию Позитив-фильм.
С 1999 года — автор идеи и президент кинофестиваля комедии «Улыбнись, Россия!».
В 2002—2015 годах совместно с В. П. Фокиным руководила мастерской режиссуры игрового фильма, с 2020 года совместно с А. М. Добровольским руководит мастерской жанрового кино на Высших курсах сценаристов и режиссёров.
Член Союза кинематографистов России, член правления гильдии кинорежиссёров России.
В 2002 году написала книгу «Любовь со второго взгляда».
C 2006 года — председатель жюри открытого фестиваля молодёжного кино «Отражение».
С 2011 года — президент Сахалинского Международного кинофестиваля «Край света».

## Общественная позиция
В 1996 году на президентских выборах выступила с поддержкой кандидата Александра Лебедя.
В 2007—2008 годах — член Высшего совета политической партии «Гражданская сила».
В 2015 году поделилась мнением, что «во времена перестройки и Ельцина мы (россияне) стали смеяться над тем же, что и в других странах. Казалось, ещё немного — и мы, коллективные, будем жить и смеяться, как все остальные народы. Но нет! Сегодня проблемы РФ опять уникальны. А у России опять свой суверенный юмор».

## Семья
Отец — Илья (Исаак) Осипович Заславский, работал инженером Киевского телецентра, до этого преподавал в Институте киноинженеров.
Мать — Софья Борисовна Ясиновская, работала врачом-окулистом.
Первый муж (до 1968 года) — Вадим Суриков, врач.
- Дочь — Кира Вадимовна Сурикова (род. 1965), актриса, писательница.
  - Внуки — Иван, Николай и Артём.

Второй муж — Евгений, звукооператор. Брак продлился семь лет.
Третий муж — Александр Поташников, киновидеоинженер, занимается финансово-хозяйственными делами некоммерческой студии «Позитив-фильм».

## Фильмография
| 1968 | Маленький школьный оркестр                                        |           |           |           | зелёная ✓ |           |                      |
| 1970 | Умеете ли вы жить?                                                |           |           |           | зелёная ✓ |           |                      |
| 1971 | Солнечный зайчик (короткометражный)                               | зелёная ✓ |           |           |           |           |                      |
| 1972 | Живая шляпа                                                       | зелёная ✓ |           |           |           |           |                      |
| 1974 | Лжинка, или Маленькая ложь и большие неприятности                 | зелёная ✓ | зелёная ✓ |           |           |           |                      |
| 1975 | Рождение танца (документальный)                                   | зелёная ✓ |           |           |           |           |                      |
| 1976 | Предположим — ты капитан...                                       | зелёная ✓ | зелёная ✓ |           |           |           |                      |
| 1977 | Ну кто же так рисует?! (короткометражный, в киножурнале «Ералаш») | зелёная ✓ | зелёная ✓ |           |           |           |                      |
| 1979 | Суета сует                                                        | зелёная ✓ |           |           |           |           |                      |
| 1981 | Будьте моим мужем                                                 | зелёная ✓ |           |           |           |           |                      |
| 1982 | Ищите женщину                                                     | зелёная ✓ |           |           |           |           |                      |
| 1985 | Искренне Ваш…                                                     | зелёная ✓ |           |           |           |           |                      |
| 1987 | Человек с бульвара Капуцинов                                      | зелёная ✓ |           |           |           |           |                      |
| 1989 | Две стрелы. Детектив каменного века                               | зелёная ✓ |           |           |           |           |                      |
| 1991 | Чокнутые                                                          | зелёная ✓ |           |           |           |           |                      |
| 1991 | Казус импровизус                                                  | зелёная ✓ | зелёная ✓ |           |           |           |                      |
| 1993 | А вот и я… (видеофильм)                                           | зелёная ✓ |           |           |           |           |                      |
| 1993 | Фарфоровая затея (видеофильм)                                     | зелёная ✓ |           |           |           |           |                      |
| 1993 | Леди Гамильтон (видеоклип)                                        | зелёная ✓ |           |           |           |           |                      |
| 1994 | Дайте чуду шанс (видеофильм)                                      | зелёная ✓ | зелёная ✓ |           |           |           |                      |
| 1995 | Московские каникулы                                               | зелёная ✓ |           |           |           | зелёная ✓ | автомобилистка       |
| 1995 | Врёшь ты всё! (короткометражный, в киножурнале «Ералаш»)          | зелёная ✓ |           |           |           |           |                      |
| 1997 | Дети понедельника                                                 | зелёная ✓ |           |           |           |           |                      |
| 1997 | Никита Богословский: «Я бы биографию не менял» (документальный)   | зелёная ✓ |           |           |           |           |                      |
| 1998 | Хочу в тюрьму                                                     | зелёная ✓ |           |           |           |           |                      |
| 1999 | Провинциальные музеи России (цикл документальных фильмов)         | зелёная ✓ | зелёная ✓ | зелёная ✓ |           |           |                      |
| 2001 | Идеальная пара (телесериал)                                       | зелёная ✓ |           |           |           | зелёная ✓ | дама на белом катере |
| 2001 | Только раз                                                        | зелёная ✓ |           | зелёная ✓ |           |           |                      |
| 2004 | Если завтра в поход                                               | зелёная ✓ |           |           |           |           |                      |
| 2004 | О любви в любую погоду                                            | зелёная ✓ |           | зелёная ✓ |           |           |                      |
| 2006 | Вы не оставите меня…                                              | зелёная ✓ |           |           |           | зелёная ✓ | голос матери Виктора |
| 2006 | Карнавальная ночь 2, или 50 лет спустя                            |           |           |           |           | зелёная ✓ | камео                |
| 2009 | Человек с бульвара Капуцинок                                      | зелёная ✓ |           |           |           |           |                      |
| 2009 | Королева (в киноальманахе «Москва, я люблю тебя!»)                | зелёная ✓ |           |           |           |           |                      |
| 2014 | Полный вперёд!                                                    | зелёная ✓ |           |           |           |           |                      |
| 2016 | Любовь и Сакс                                                     | зелёная ✓ |           |           |           |           |                      |

## Признание и награды
- 1987 — КФ «Одесская альтернатива» (Приз жюри, фильм «Человек с бульвара Капуцинов»)
- 1987 — МКФ «Женщины в кино» в Лос-Анджелесе (Первый приз, фильм «Человек с бульвара Капуцинов»)
- 1991 — КФ «Женский мир» в Набережных Челнах (Приз за лучшую режиссуру, фильм «Чокнутые»)
- 21 февраля 1992 — Заслуженный деятель искусств Российской Федерации — за заслуги в области киноискусства[14]
- 1998 — ОКФ «Киношок» в Анапе (Приз жюри прокатчиков, фильм «Дети понедельника»)
- 6 ноября 2000 — Народная артистка Российской Федерации — за большие заслуги в области киноискусства[15]
- 2004 — Премия Дома Ханжонкова (В номинации «Кинособытие года», фильм «О любви в любую погоду»)
- 2005 — КФ «Виват кино России!» в Санкт-Петербурге (Приз «За верность жанру комедии»)
- 2005 — МКФ детских фильмов в «Артеке» (Диплом за самый увлекательный фильм, фильм «Тайна „Волчьей пасти“»)
- 2005 — Фестиваль сатиры и юмора в Санкт-Петербурге (Приз «Золотой Остап» в номинации «Самая яркая комедия», фильм «О любви в любую погоду»)
- 2006 — КФ «Виват кино России!» в Санкт-Петербурге (Специальный приз «Немеркнущая зрительская любовь»)
- 2008 — Гранд-премия «КиноВатсон»[16].
- 2009 — Лауреат Национальной премии общественного признания достижений женщин «Олимпия»
- 2009 — Премия Правительства Российской Федерации в области культуры за телевизионный документальный цикл «Провинциальные музеи России»
- 19 мая 2016 — Почётный знак «За заслуги в развитии культуры и искусства» (Межпарламентская ассамблея СНГ) — за значительный вклад в формирование и развитие общего культурного пространства государств — участников Содружества Независимых Государств, в реализацию идей сотрудничества в сфере культуры и искусства[17]
- 26 декабря 2016 — Орден Почёта — за заслуги в развитии отечественной культуры и искусства, многолетнюю плодотворную деятельность[18]
- 2024 — Премия «Фигаро»[19]